# Le Pinacle (Jersey)
Pour les articles homonymes, voir Pinacle.

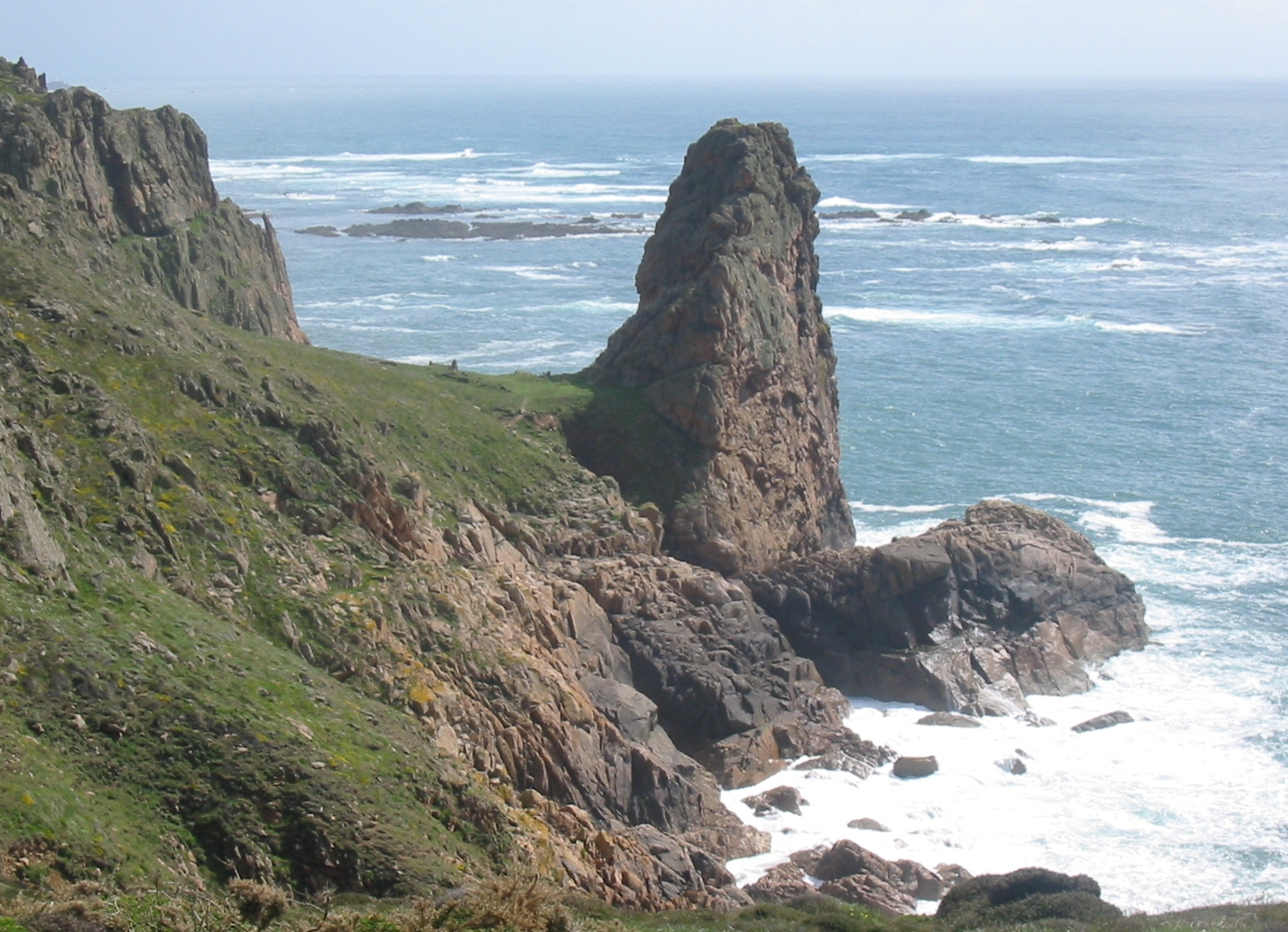
L'aiguille rocheuse du Pinacle.

Le Pinacle est une aiguille rocheuse qui s'élève le long de la falaise qui domine la Manche sur la côte occidentale de l'île Anglo-Normande de Jersey.

## Étymologie
Le Pinacle tient son nom du mot « pinacle » qui désigne une pointe élancée et sommitale en architecture et a fortiori en relief géologique.

## Description
Le Pinacle comme son nom l'indique est une aiguille rocheuse qui s'élève le long de la falaise côtière occidentale de l'île dans la zone sauvage des Landes de Jersey qui est un site d'intérêt scientifique particulier pour sa flore et sa faune.
La zone du Pinacle recèle de nombreux témoignages archéologiques. On y trouve notamment des menhirs des périodes néolithique et chalcolithique, de l'âge du bronze et de l'âge du fer ainsi que les fondations d'un temple gallo-romain. Des dolérites extraites des strates ont été utilisées pour fabriquer des têtes de hache au cours de la période néolithique et l'âge du bronze.

## Galerie de photographies

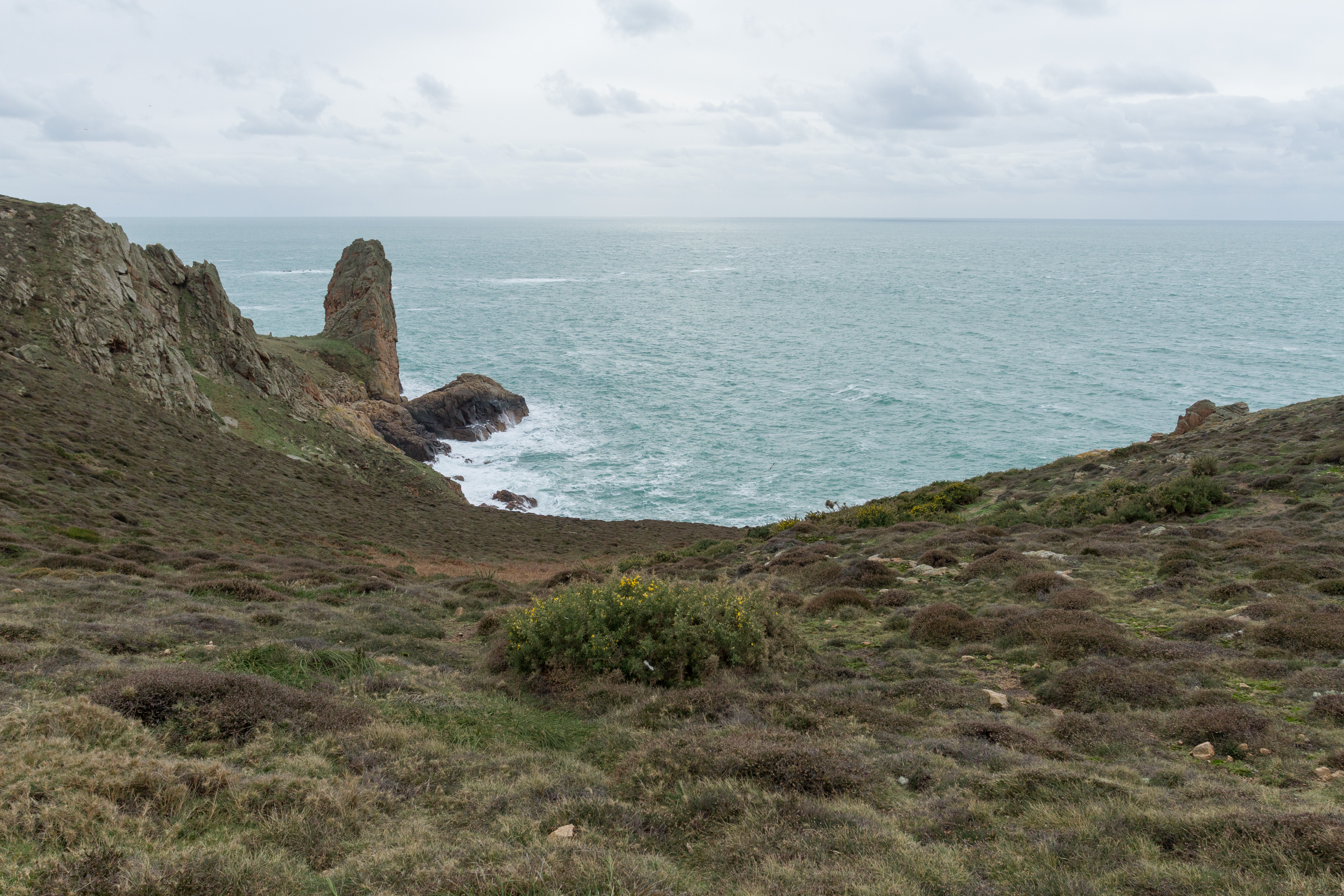
Le Pinacle et la lande environnante.
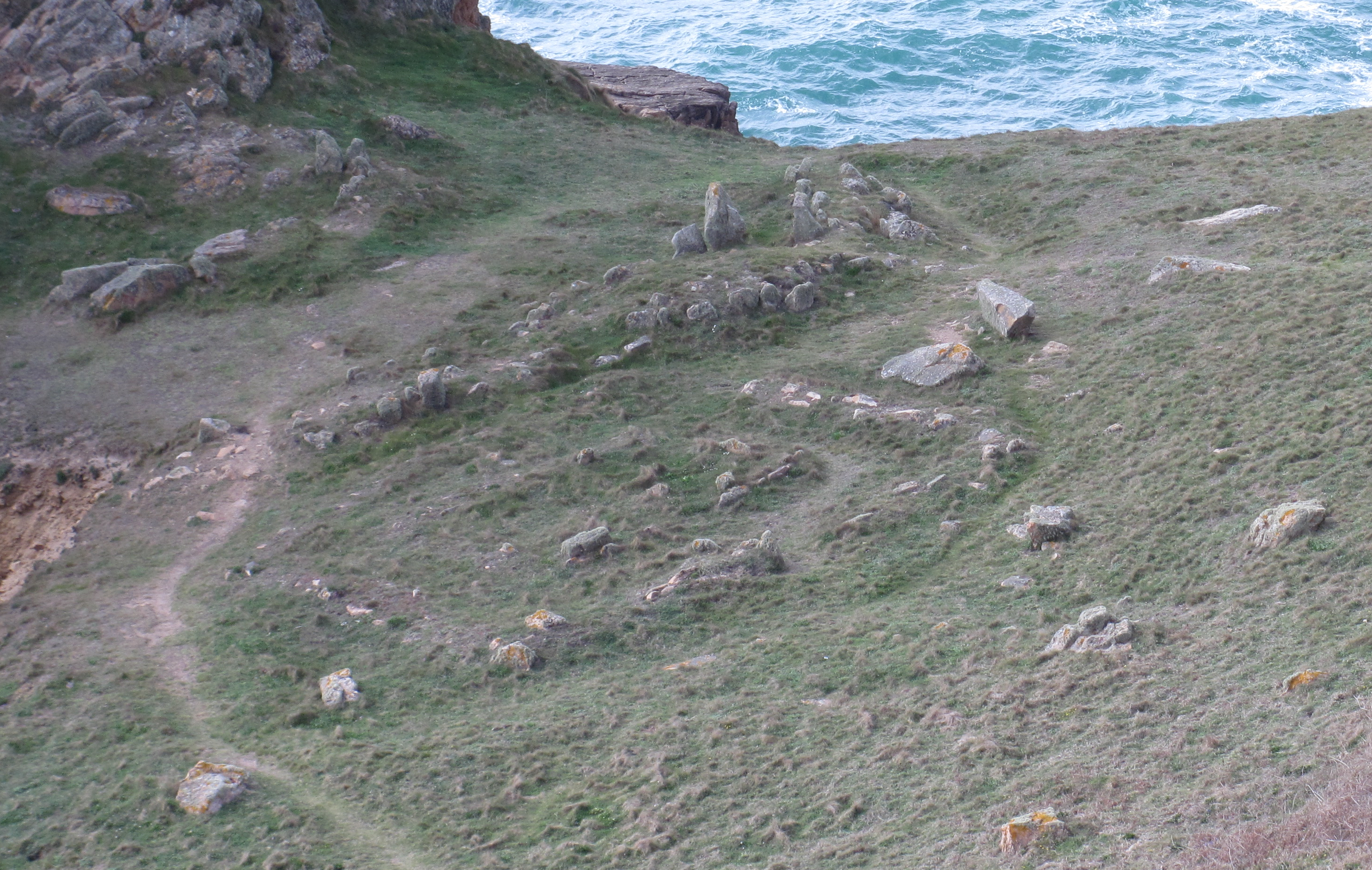
Ruines archéologiques autour du Pinacle.
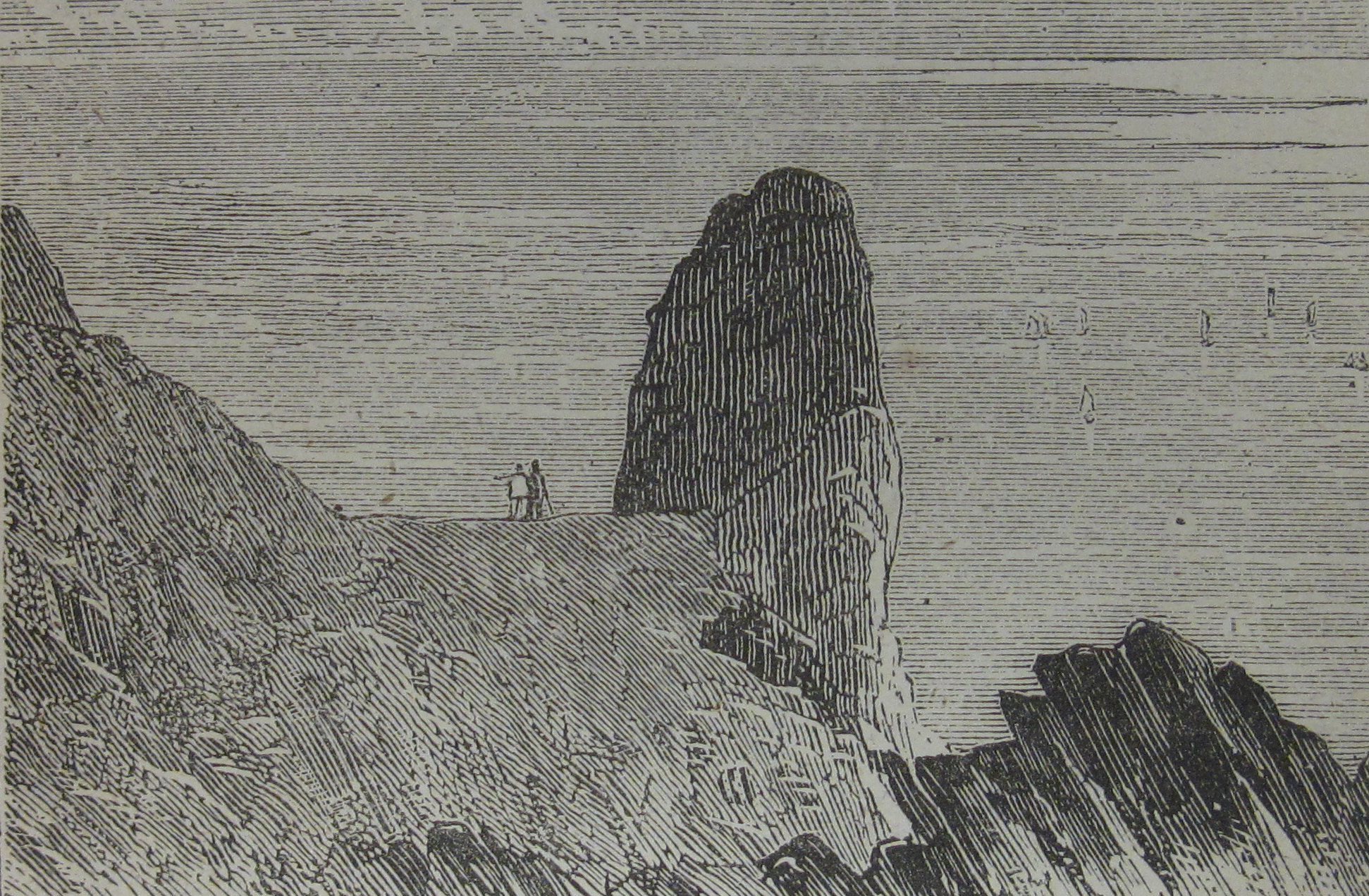
Iconographie du XIXe siècle.